# Romain Cazes
Jean François Étienne Joseph Victor Cazes, conegut com a Romain Cazes (Sent Biat, Alta Garona, 21 d'agost de 1808 - Sent Gaudenç, Alta Garona, 13 de setembre de 1881) fou un pintor francès.

## Biografia
Romain Cazes fou net del diputat Jean-Barthélémy Cazes (1747-1806), nascut a Montréjeau, i fill del poeta gascó Victor Cazes (1778-1868), conservador de les basíliques de Sant-Bertrand-de-Comminges i de Valcabrère, qui va crear, a Sant-Bertrand-de-Comminges, un museu pirinenc amb Nérée Boubée.
Romain Cazes va ser un dels principals deixebles d'Ingres. Va pintar a les esglésies del Sud-Oest de França (Bagnères-de-Luchon, Sant-Mamet, Bordeaux, Oloron-Santa-Marie…) i de París (Notre-Dame, La Trinitat, Sant Francesc Xavier).
El seu avi hi hauria arribat l'any 1848 convalescent a les termes de Bagnères-de-Luchon per guarir-se del còlera. El capellà Carrère a qui hi hauria oferit dos dibuixos d'àngels li hauria demanat fer els frescos de la seva nova església al petit poble veí de Sant-Mamet.
També pintà a continuació els frescos de la nova església de l'Assumpció de Bagnères-de-Luchon, construïda entre 1852 i 1856 per reemplaçar el vell edifici destruït l'any 1850. Demanà un preu de 15.000 francs, que van ser pagats pel poble de Luchon, l'Estat i Charles de Morny, ministre de l'Interior.
Va ingressar a la Legió d'honor l'any 1870.

## Obres
- Lluís Felip I, rei dels francesos, còpia d'un original desaparegut del baró Gérard.
- Charles du Moulin (1500-1566), cèlebre i rigorós jurista. Encàrrec de 1876.
- Rachel o Les dones de Judà plorant pels seus nens assassinats, museu Ingres, Montauban
- La Verge i el Nen, església parroquial de Sant Cosme i Sant Damià a Chamboulive, 1841.
- La fugida a Egipte, església de Sant-Mamet.
- Grup de Jesucrist, Maria i el Profeta, església de Sant-Mamet.

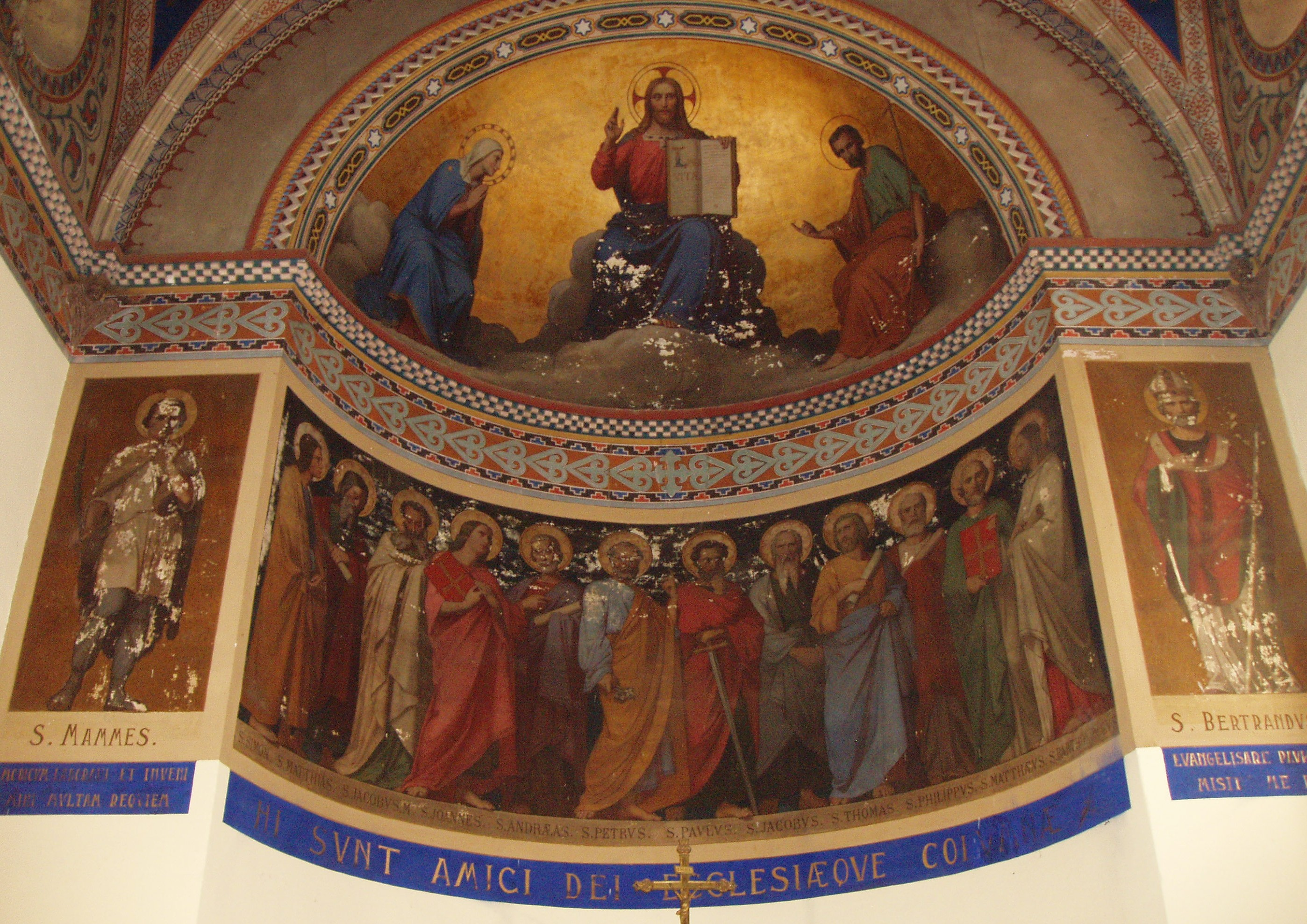
Els amics de Déu i els sants apòstols, a sant-Mamet

- Els amics de Déu, columnes de l'església, els sants apòstols, a l'església de Sant-Mamet; pels dotze apòstols, a cada costat Cazes va afegir sants de culte molt més local: sant Mamet a l'esquerra i sant Bertrand de Comminges a la dreta. Cazes donava als seus personatges els trets de persones reals; algunes d'elles s'han conegut: sant Andreu no és altre que l'abat Carrère; sant Pere era el doctor Lambron, metge de Luchon...
- Tres grans composicions : La coronació de Maria, Les lletanies de la verge, La divina litúrgia, a l'església de l'Assumpció de Bagnères-de-Luchon. Alguns personatges eren personalitats luchoneses: dos monjos agenollats varen ser encarnats pel capellà Vidaillet i l'arquitecte Loupot.

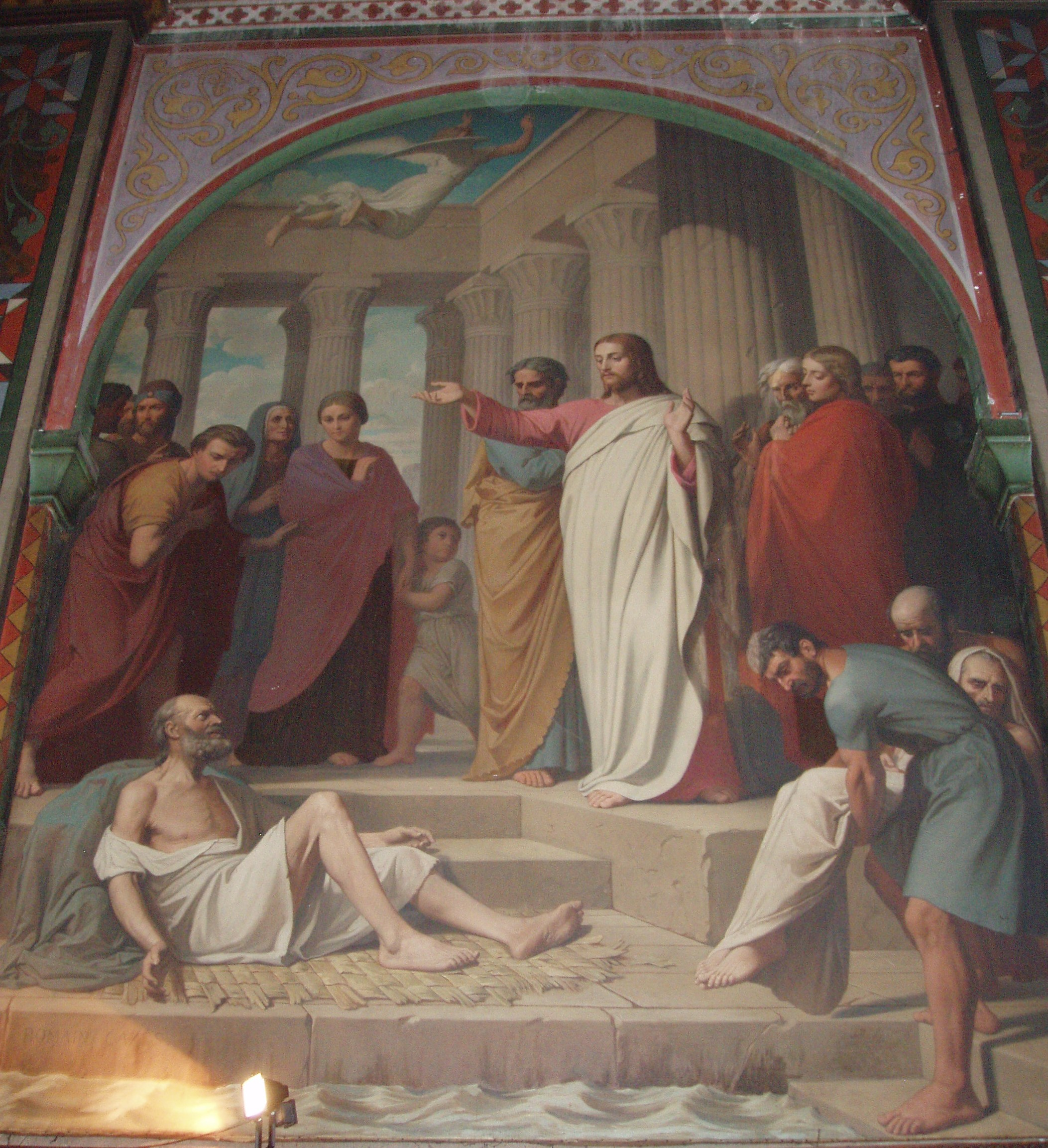
La curació del cec i del paralític, a Luchon

- La Verge s'apareix a sant Ignasi 1866-1867, oli sobre llenç, museu Ingres, Montauban
- 17 frescos al·legòrics personificats per dones: la Medecina, la Química, la Hidrologia, l'Arquitectura, Port de Vénasque, vall del Lys, Massís dels Monts-Maleïts, vall de Oueil, mont Nascut, llac de Oô, val de Esquierry i ciutat de Luchon
- Les vuit fonts termals, establiment termal, Bagnères-de-Luchon
- Assumpció, La Nostra Senyora de la Capella, a Bordeus, cap a 1873-1874
- La nostra Senyora de la Capella, a Bordeus, anys 1872 i 1875
- Triomf de la Verge adorada pels àngels i pels sants, Bordeus (1870 i 1873)
- Anunciació, a Bordeus
- Resurrecció de la filla de Jaire, Verge al Nen adorada per àngels, església parroquial de Sant Martí a Puisieux-i-Clanlieu
- Església de Clignancourt a París[3]